# Bao Shanju
Bao Shanju (chiń. 鲍珊菊; ur. 3 listopada 1997) – chińska kolarka torowa, mistrzyni olimpijska i srebrna medalistka mistrzostw świata. 

## Kariera
Pierwszy sukces w karierze osiągnęła w 2017 roku, kiedy razem z Guo Yufang zajęła drugie miejsce w sprincie drużynowym w Pucharze Świata w Manchesterze. Na igrzyskach olimpijskich w Tokio w 2020 roku w parze z Zhong Tianshi zdobyła złoty medal w sprincie drużynowym. W tej samej konkurencji wspólnie z Guo Yufang i Yuan Liying wywalczyła srebrny medal podczas mistrzostw świata w Yvelines w 2022 roku.